# Rumohr
Rumohr település Németországban, Schleswig-Holstein tartományban. Lakosainak száma 852 fő (2023. december 31.).

## Népesség
A település népességének változása:
| Lakosok száma | 715  | 832  | 826  | 866  | 850  | 852  |
|               | 1975 | 2017 | 2019 | 2021 | 2022 | 2023 |